# Jankó János (plébános)
Jankó János (Kaposvár, 1797. szeptember 27. – Kárász, 1872. december 15.) római katolikus plébános.

## Életútja
Jankó Mátyás és Székeli Ilona fia. A bölcseletet Pesten hallgatta az egyetemen 1816-ig; ekkor a pécsi egyházmegyei növendékpapok közé vétetett fel; a teológiát a pécsi püspöki szemináriumban végezte. 1820. szeptember 20-án miséspappá szenteltetett föl; káplán volt kevés ideig Baharcon és kilenc évig Berkesden adminisztrátor. 1831-ben Pécsre hivatott káptalani segédlelkésznek és az újonnan felállított tanítóképzőben a hittan és pedagógia tanára volt; 1836-ban bölcseleti tanár a líceumban; 1836. januártól kárászi (Baranya megye) plébános, 1845-ben alesperes. A kárászi temetőben saját költségén kápolnát építtetett, melyben, miután 1872. december 15-én meghalt, szintén nyughelye van. A szőlészet és gyümölcsészet terén jelesen foglalkozott. Különösen igen jótékony hatást gyakorolt hívei közt a szakszerű gazdászat terén.
Gazdászati, különösen szőlészeti cikkei jelentek meg a Tudományos Gyűjteményben (1819-22., Oklevelek, 1822. I. Pécs leírása, 1823. X. A porczellán készítéséről, 1831. I. Az 1830. esztendő), a Magyar Gazdában (1841. Gazdasági hírek Győr és vidékéről, 1844. Az 1843. és 44. évek gazdasági tekintetben, Baranyából, A szőlőtőkék gyomlálásáról, A szüret, A szőllővesszők levelezéséről, 1845. A szőllőmívelés állapotja Baranyában) és a Magyar orvosok és természetvizsgálók Munkálataiban (VI. 1846. A szőllőmívelés állapotja Baranyában). Költeménye van a Szépliteraturai Ajándékban (1821).
Kéziratban: négy költeménye (a Magyar Nemzeti Múzeumban).